# Melanaspis longula
Melanaspis longula är en insektsart som beskrevs av Ferris 1941. Melanaspis longula ingår i släktet Melanaspis och familjen pansarsköldlöss. Inga underarter finns listade i Catalogue of Life.